# シンデレラブレーション
シンデレラブレーション(Cinderellabration)は、東京ディズニーランドで、1991年4月28日から1993年のイベントが開催されていないニュートラル期間に開催されていたエンターテイメント。
「シンデレラブレーション」(Cinderellabration)とは、「シンデレラ」(Cinderella)と「祭典」(Celebration)を合わせた造語。

## 概要
- パレードルートとキャッスルフォアコートで開催されるパレードとショーで構成されるエンターテイメント。
- 1日2回から3回実施された。
- テーマは、シンデレラとチャーミング王子の結婚式だった。

## パレードin
ファンタジーランドのホーンテッドマンションとアルパインハウス(当時)からパレードルートをウエスタンランドからキャッスルフォアコートに至る。
パレード構成
- タイトルタペストリー
- 執事
- フラッグス
- 白馬
- 馬車
  - シンデレラ

- 魔女とネズミたち
  - フェアリー・ゴッドマザー
  - ジャック
  - ガス
  - パーラー
  - スージー

- ダンサー
- メインフロート
  - プリンスチャーミング

- ダンサー
- フラッグス

## セレモニー
メインフロートをメインステージとして実施される。
構成
- ウェディングセレモニー
- 舞踏会
- ロイヤルコロモーション
- 誓いのキス
- チェイサー

## パレードout
キャッスルフォアコートからトゥモローランドを抜けアリスのティーパーティー(当時)横に至る。
パレード構成
- タイトルタペストリー
- フラッグス
- 白馬
- 馬車
  - シンデレラ
  - プリンスチャーミング

- ダンサー
- メインフロート
  - フェアリー・ゴッドマザー
  - ジャック
  - ガス
  - パーラー
  - スージー
  - 執事

- ダンサー
- フラッグス

## 登場キャラクター
- 『シンデレラ』より
  - シンデレラ
  - プリンス・チャーミング（王子）
  - ガス
  - ジャック
  - パーラー
  - スージー
  - フェアリー・ゴッドマザー